# 雷普 (贝尔福地区省)
雷普（法語：Reppe，法語發音：[ʁɛp]）是法国勃艮第-弗朗什-孔泰大区贝尔福地区的一个市镇，属于贝尔福区。

## 地理
雷普（47°39'42"N, 7°1'34"E）面积3.88 平方千米，位于法国勃艮第-弗朗什-孔泰大區贝尔福地区省，该省份为法国东北部内陆省份，东临上莱茵省，北起孚日省，西接上索恩省，南与杜省和瑞士接壤。
与雷普接壤的市镇（或旧市镇、城区）包括：沃蒂耶尔蒙、布雷绍蒙、沙瓦讷叙莱唐、圣科姆、方丹。

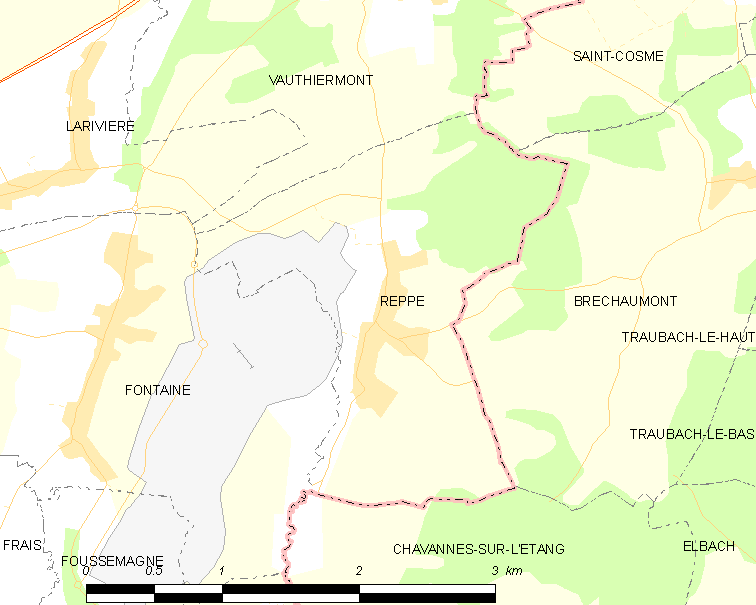
的OSM定位图

雷普的时区为UTC+01:00、UTC+02:00（夏令时）。

## 行政
雷普的邮政编码为90150，INSEE市镇编码为90084。

## 政治
雷普所属的省级选区为格朗维拉尔县。

## 人口

1962-2008年间人口变化图示

雷普于2022年1月1日时的人口数量为324人。